# Stanley Hilton
 (mai 2016).
Si vous disposez d'ouvrages ou d'articles de référence ou si vous connaissez des sites web de qualité traitant du thème abordé ici, merci de compléter l'article en donnant les références utiles à sa vérifiabilité et en les liant à la section « Notes et références ».
Stanley G. Hilton ou Stanley Hilton, est un avocat américain, ancien conseiller du sénateur républicain Robert Dole, candidat à l'élection présidentielle de 1996 contre Bill Clinton.

## Introduction
Stanley Hilton est lui-même réputé proche du parti républicain et aurait entretenu des relations cordiales, depuis des décennies, avec Donald Rumsfeld et Paul Wolfowitz, proches de George W. Bush, ancien président des États-Unis.
Le cabinet d'avocats qu'il dirige a engagé, devant une cour fédérale (United States District Court – Northern District of California), des poursuites contre dix hauts responsables américains, dont :
- George W. Bush, président des États-Unis,
- Dick Cheney, vice-président,
- George Tenet, ancien directeur de la CIA,
- Condoleezza Rice, conseillère à la Sécurité nationale,
- Donald Rumsfeld, secrétaire à la Défense,
- Norman Mineta, secrétaire aux Transports,
- Robert Mueller, directeur du FBI,
- et autres.